# زیر ابرهای الکتریکی
«زیر ابرهای الکتریکی» (روسی: [Pod electricheskimi oblakami, Под электрическими облаками] Error: {{Lang}}: متن دارای نشانه‌گذاری ایتالیک است (راهنما)) یک فیلم به کارگردانی الکسی الکسویچ گرمن است که در سال ۲۰۱۵ منتشر شد. این فیلم در شصت و پنجمین جشنواره بین‌المللی فیلم برلین به نمایش در آمد و برنده خرس نقره‌ای دستاورد برجسته هنری شد.

زیر ابرهای الکتریکی، از هفت اپیزود (فصل) به هم پیوسته تشکیل شدهو حال و هوای روسیه امروز را نشان می‌دهد، اما از گذشته‌ای سیاه و آینده‌ای تیره خبر می‌دهد.